# Adeola Wylie
Adeola Olanrewaju, coniugata Wylie (Lagos, 12 gennaio 1982), è un'ex cestista nigeriana.

## Carriera
Con la Nigeria ha disputato i Campionati mondiali del 2006 e due edizioni dei Campionati africani (2009, 2011).